# Gaius Quinctius Certus Poblicius Marcellus
Gaius Quinctius Certus Poblicius Marcellus of verkort Gaius Poblicius Marcellus (begin 2e eeuw) was een Romeins senator, consul suffectus, augur en gouverneur van Germania Superior en Syria.

## Levensloop
Na het doorlopen van de voorgeschreven stappen in de cursus honorum werd hij in 120 tot consul suffectus verkozen, daarna werd hij tot gouverneur van Germania Superior benoemd van 121 tot 128. Van 129 tot 136 was hij gouverneur van Syria.
Tijdens zijn gouverneurschap van Syria brak in de Romeinse provincie Judea, de Bar Kochba-opstand (132-136) uit. Twaalf legioenen waren nodig om de opstand neer te slaan. Na de opstand werd de provincie Judea bij Syria gevoegd en kreeg het de naam Syria-Palaestina met als hoofdstad Aelia Capitolina. Na de hervorming werd Gaius Poblicius Marcellus vervangen door Sextus Julius Major, die de titel kreeg van legatus pro praetore.